# Smalspårsjärnvägen Herrnhut–Bernstadt

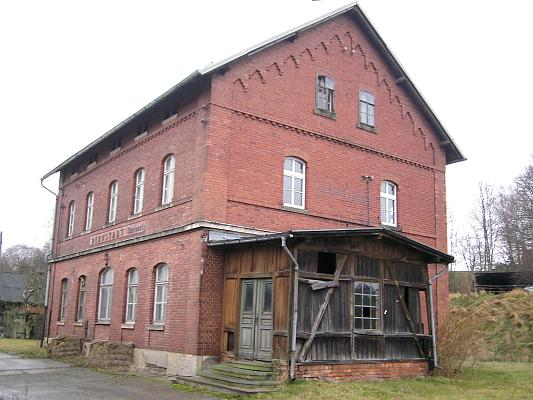
Stationsbyggnaden i Bernstadt finns kvar

Smalspårsträckan Herrnhut–Bernstadt var en tio kilometer lång järnvägssträcka i Sachsen i Tyskland.
Sträckan börjades byggas 1892 och ett år senare den 1 december 1893 startade den regelbundna tågtrafiken. Herrnhut var redan sedan 1848 ansluten till järnvägsnätet genom sträckan från Löbau till Zittau. Politiker från Bernstadt krävde av Sachens regering att även deras småstad fick järnvägsanslutning och bygget godkändes i augusti 1892. I samband med sträckan byggdes tre broar, en större järnvägsstation i Bernstadt och fem hållplatser. Spårvidden var 750 mm.
Efter Andra världskriget demonterades smalspårssträckan 1945 och materialet övertogs av Sovjetunionen som krigsskadestånd.